# 2-furoil-CoA deidrogenasi
La 2-furoil-CoA deidrogenasi è un enzima appartenente alla classe delle ossidoreduttasi, che catalizza la seguente reazione:
2-furoil-CoA + H2O + accettore ⇄ S-(5-idrossi-2-furoil)-CoA + accettore ridotto
L'enzima è una proteina contenente rame. L'atomo di ossigeno dell' -OH prodotto deriva dall'acqua, non dall'O2; l'attuale reazione di ossidazione è probabilmente la deidrogenazione di una forma idratata da -CHOH-CH2- a -C(OH)=CH-, che tautomerizza non enzimaticamente in -CO-CH2-, producendo (5-osso-4,5-diidro-2-furoil)-CoA. Il blu di metilene, il nitroblu di tetrazolio ed una frazione di membrana di Pseudomonas putida possono agire come accettori.